# Laura Hebecker
Laura Hebecker (* 29. Juli 1993 in Halle (Saale)) ist eine ehemalige deutsche Basketballspielerin. Sie spielte in der Bundesliga für den TSV 1880 Wasserburg und für die Gisa Lions Halle.

## Laufbahn
Hebecker begann in einer Schul-Arbeitsgemeinschaft mit dem Basketballsport und stieß 2005 in die Jugendabteilung des SV Halle. 2010 gewann sie mit Halle in der Weiblichen Nachwuchs-Basketball-Bundesliga (WNBL) den deutschen U17-Meistertitel und wurde als WNBL-Spielerin des Jahres ausgezeichnet. In der Saison 2010/11 wurde die 1,81 Meter große Flügelspielerin zum besten Neuling der Damen-Basketball-Bundesliga gekürt. In den kommenden Jahren wurde sie „Gesicht des Frauen-Basketballs in der Saalestadt“, wie die Mitteldeutsche Zeitung im Juni 2017 formulierte. Im November 2015 zog sie sich einen Kreuzbandriss zu.
In der Sommerpause 2017 wechselte sie nach der Abschluss ihres Betriebswirtschaftsstudiums innerhalb der Bundesliga zum TSV 1880 Wasserburg, zog sich jedoch im September 2017 abermals einen Kreuzbandriss zu. Verletzungsbedingt beendete Hebecker ihre Karriere nach fünf Jahren in Wasserburg im September 2022.

### Nationalmannschaft
Hebecker nahm mit den deutschen U16-, U18- und U20-Nationalmannschaften an Europameisterschaftsturnieren teil. Bei der U20-EM 2013 war sie mit 14,1 Punkten pro Begegnung fünftbeste Korbschützin aller Spielerinnen bei diesem Turnier. 2013 gelang ihr der Sprung in die Damen-Nationalmannschaft. Bis November 2021 bestritt sie 20 A-Länderspiele und erzielte dabei insgesamt 168 Punkte.

## Erfolge
- 2010: Deutsche U17-Meisterschaft mit GISA Lions Halle[11]
- 2013: Teilnahme an der U20-EM in der Türkei[12]
- 2018: Pokalsieg mit dem TSV 1880 Wasserburg[11]

## Nach der Sportkarriere
Die studierte Betriebswirtin und angehende Wirtschaftspsychologin wurde im Oktober 2022 hauptamtliche Mitarbeiterin der Geschäftsstelle des Bayerischer Basketball Verbandes. Freizeitmäßig trainiert und spielt Hebecker bei München Basket.